# Ollanta Humala
Ollanta Moisés Humala Tasso (pron. o'ʎan̪ta moi'ses u'mala ta'so; Lima, 26 giugno 1962) è un politico e militare peruviano; è stato Presidente del Perù dal 2011 al 2016.
Nell'ottobre 2000 guidò un colpo di Stato contro il presidente Alberto Fujimori. Fu espulso dall'esercito e riabilitato alla caduta del presidente Fujimori.
Nell'ottobre 2005 si proclamò alla guida del Partido Nacionalista Peruano (PNP).
Humala si era candidato alle elezioni presidenziali del 2006 ed era stato sconfitto al ballottaggio dal candidato Aprista Alan García, ottenendo il 47,62% dei consensi.

## Biografia
Ollanta Humala è il secondo di sette fratelli; il padre Isaac è l'ideologo fondatore di una dottrina ultranazionalista basata sull'esaltazione del glorioso passato incaico. Non a caso Ollanta è appunto un nome incaico, come i nomi di quattro suoi fratelli (Pachacutec, Ima Sumac, Cusicollur e Antauro). Insieme al padre e ai fratelli Antauro e Ulises Humala, gli obiettivi politici di Ollanta sono di cercare di instaurare in Perù un governo di nazionalismo sociale, dove il potere dovrà essere esercitato dai meticci, dagli indigeni amerindi (che rappresentano la maggioranza della base demografica del Perú) e da coloro che tradizionalmente sono emarginati (ceti meno abbienti).
È sposato con Nadine Heredia.

## Carriera militare
Ollanta Humala ha iniziato la sua formazione nel Collegio Peruviano-Giapponese "La Unión" di Lima. La sua carriera militare cominciò nel 1982, anno in cui entrò, insieme a suo fratello Antauro, nella Scuola Militare di Chorrillos.
Nel 1992 Humala prestò servizio nella provincia di Tingo María (Dipartimento di Huánuco), combattendo per l'eradicazione delle ultime cellule di Sendero Luminoso. In questa circostanza avrebbe commesso una serie di abusi contro la popolazione civile; questi fatti costituiscono uno dei punti di forza della contestazione dei suoi oppositori politici. Nel 1995 partecipò al conflitto Perù-Ecuador, di stanza presso una base militare in prossimità dei due paesi, anche se non intervenne in prima persona nei combattimenti.
Il 29 ottobre 2000, insieme a suo fratello Antauro e ad altri 78 soldati, principalmente veterani della guerra contro l'Ecuador e membri dei nuclei antiguerriglia che avevano combattuto contro Sendero Luminoso, prese d'assalto la miniera di Toquepala (Dipartimento di Tacna) con l'intento di spodestare l'allora presidente Alberto Fujimori.
Dopo questa azione, condotta in un periodo durante il quale il regime di Fujimori stava iniziando a perdere consenso, Ollanta Humala, insieme al manipolo di soldati che aveva sollevato, continuò a denunciare alle popolazioni andine l'illegalità del governo Fujimori e la corruzione dei capi militari delle Forze Armate peruviane. In seguito ai disordini creati da Ollanta Humala, Alberto Fujimori fu costretto a fuggire dal paese e il governo transitorio di Valentín Paniagua che gli succedette, offrì ad Humala una amnistia se avesse accettato di deporre le armi.

### L'amnistia ed il governo di transizione
Durante questo periodo, fra il 2001 e il 2002 Ollanta Humala ottenne la laurea in Scienze Politiche presso la Pontificia Università Cattolica del Perú. Con l'appoggio dei politici che erano stati in precedenza oppositori tradizionali di Alberto Fujimori, Humala poté tornare ai suoi incarichi militari e fu nominato addetto militare presso l'ambasciata peruviana di Parigi e in seguito a Seoul. Nel 2004 fu congedato dall'esercito.

## Candidature presidenziali
Nell'ottobre del 2005 Humala si è proclamato leader del Partido Nacionalista Peruano e ha proposto la sua candidatura alla Presidenza del Perú alle elezioni politiche del 2006. Non avendo potuto iscrivere il partito in tempo utile presso il Tribunale Nazionale delle Elezioni, si è alleato con il partito Unión por el Perú, designando come vicepresidenti, in caso di elezione, due membri di quest'ultimo gruppo: Gonzalo García Núñez, membro del consiglio di amministrazione del Banco Central de Reservas del Perú, e Carlos Alberto Torres Caro, avvocato.
Nei mesi di novembre e dicembre 2005 la comunità ebrea peruviana ha accusato Humala e il suo partito di perseguire una politica xenofoba e razzista. In seguito, però, dopo un incontro fra il leader della comunità ebraica Isaac Mekler e Ollanta Humala, le posizioni si sono ammorbidite, fino al punto che, alla promessa di candidatura per un posto nel Parlamento di Lima, lo stesso Mekler ha aderito al Partido Nacionalista Peruano. Le relazioni con la comunità ebraica si sono spinte molto oltre, tanto che ad oggi, il principale sponsorizzatore e finanziatore della campagna di Humala è il multimilionario peruviano di origini ebree Isaack Galski, proprietario di un'importante flotta di pescherecci, nonché di molte fabbriche conserviere. Ollanta Humala ha potuto quindi portare avanti una campagna elettorale senza badare a spese, potendo disporre di risorse molto superiori a quelle a disposizione della sua principale antagonista, la democristiana Lourdes Flores.
Ollanta Humala ha dichiarato di ispirarsi e di nutrire ammirazione per Juan Velasco Alvarado e per le politiche nazionaliste del governo militare al potere nel periodo 1968-1980.
Humala gode di una forte popolarità nella zona meridionale del paese, per la sua critica al modello neoliberista e ai partiti politici tradizionali, colpevoli, a suo parere, di non avere mai rispettato le aspettative del popolo.
Il 5 febbraio 2006 dichiara che in caso di sua vittoria sarà legalizzato l'aborto (vietato dalla legge). Tale proposta riceve l'opposizione della Chiesa cattolica e della Conferenza Episcopale Peruviana.
Si ricandida alle elezioni presidenziali del 2011 presentandosi come candidato socialdemocratico pragmatico con posizioni in ambito etico di "cattolico conservatore" mostrandosi apertamente contrario ad aborto, matrimonio gay ed adozioni. Al primo turno arriva in testa con il 31,6%, avendo come rivale al ballottaggio la candidata della destra Keiko Fujimori. Il 6 giugno 2011 vince il ballottaggio, divenendo il nuovo Presidente del Perù.